# Maxwell Frost
Maxwell Alejandro Frost (Orlando, 1997. január 17. –) amerikai politikus, aktivista és zenész, aki 2023 óta Florida 10. választókerületének képviselője az Egyesült Államok Képviselőházában. A Demokrata Párt tagja, a March for Our Lives szervezkedési igazgatója volt politikai pályafutása kezdete előtt. A Z generáció első tagja, akit beválasztottak a Kongresszusba.

## Politikája

### Egészségügy
Támogatója annak az egészségügyi rendszernek, amiben egy állami szervezet állja a lakosság egészségügyi kiadásait. Ezek mellett támogatója a járványmegelőzési befektetéseknek.

### Fegyvertartás
Frost támogatja a fegyvertartás korlátozását az országban. Önkénteskedett a Sandy Hook Általános Iskolában történt lövöldözés után is.

### Igazságügy
A célja az, hogy a jövőben ne legyen szükség börtönökre, támogatja a marihuána és a szexmunka dekriminalizálása.

### Környezetvédelem
Frost támogatója a Green New Deal bevezetésének. A környezetvédelem kampányának egyik legfontosabb része volt.

### Külpolitika
Frost támogatója a kétállami megoldásnak Izrael és Palesztina között és jelezte, hogy célja Izraelbe utazni, hogy segítsen a béke megteremtésében a régióban. Azt mondta magáról, hogy Izraelt és Palesztinát is támogatja. Támogatója az Egyesült Államok által Izraelnek küldött katonai segélynek. Kritizálta a Palesztin kormány mártír alapját, ami pénzügyi kompenzációt ad halott katonák családjának, a Hámász toborzási taktikáihoz. Heves ellenzője a Boycott, Divestment and Sanctions (BDS) mozgalomnak.
2022 augusztusában a zsidó híroldal, a Jewish Insider kiadott egy kérdőívet, amit Frost töltött ki és nagy változást mutatott külpolitikájában Izraellel és Palesztinával kapcsolatban. Frost korábban részt vett Palesztinát támogató tüntetéseken és támogatta a Boycott, Divestment, and Sanctions (BDS) mozgalmat és Izrael katonai támogatásának befejezését. A Jewish Insider erről azt írta, hogy Frost egyértelműen elutasította múltját és agresszívan kiállt a BDS ellen. Felszólalt az anti-cionizmus ellen is.

## Választási eredmények
| Párt            | Jelölt          | Szavazatok | %    |
| --------------- | --------------- | ---------- | ---- |
|                 | Maxwell Frost   | 19 288     | 34,8 |
|                 | Randolph Bracy  | 13 677     | 24,7 |
|                 | Alan Grayson    | 8 526      | 15,4 |
|                 | Corrine Brown   | 5 274      | 9,5  |
|                 | Natalie Jackson | 3 872      | 7,0  |
|                 | Teresa Tachon   | 1 301      | 2,4  |
|                 | Jeffrey Boone   | 1 181      | 2,1  |
|                 | Terence Gray    | 1 032      | 1,9  |
|                 | Jack Achenbach  | 714        | 1,3  |
|                 | Khalid Muneer   | 604        | 1,1  |
| Összes szavazat | Összes szavazat | 55 469     | 100  |

| Párt            | Jelölt          | Szavazatok | %    |
| --------------- | --------------- | ---------- | ---- |
|                 | Maxwell Frost   | 117 955    | 59,0 |
|                 | Calvin Wimbish  | 78 844     | 39,4 |
| FÜGG            | Jason Holic     | 2 001      | 1,0  |
| FÜGG            | Usha Jain       | 1 110      | 0,5  |
| Összes szavazat | Összes szavazat | 199 910    | 100  |